# Hotel Luana Liki
El Hotel Luana Liki (en inglés: Luana Liki Hotel) es un edificio turístico en la localidad de Nukunonu, en el territorio dependiente de Tokelau que es administrado por Nueva Zelanda. Es notorio por ser el único hotel que funciona a la fecha en esas islas del Océano Pacífico. Numerosos invitados reconocidos se han hospedado en el hotel, incluyendo la ex primer ministro de Nueva Zelanda, Helen Clark, y el Gobernador General de Nueva Zelanda. El periodista belga Rudi Rotthier se quedó allí cuando  el periódico De Morgen hizo una larga gira en Oceanía.
El Hotel Luana hotel en Nukunonu es también el únic establecimiento público donde se puede comer y beber en Tokelau. El hotel también sirve cerveza samoana pero su venta está estrictamente racionada en Nukunonu. Cuenta con cerca de siete habitaciones y un bar restaurante. Fue fundado en 1995 por el entonces director Luciano Pérez y su familia.